# بيتر شيريدان
بيتر شيريدان (بالإنجليزية: Peter Sheridan)‏ هو كاتب مسرحي وكاتب سيناريو أيرلندي، ولد في 1952 في دبلن في جمهورية أيرلندا.

## وصلات خارجية
- بيتر شيريدان على موقع IMDb (الإنجليزية)
- بيتر شيريدان على موقع قاعدة بيانات الفيلم (الإنجليزية)